# Паркер, Томас (футболист)
То́мас А́лберт Па́ркер (англ. Thomas Albert Parker; 22 ноября 1906 — 11 ноября 1964) — английский футболист, центральный хавбек.

## Футбольная карьера
Томас Паркер родился в Эклсе, Манчестер. Играл за молодёжную команду клуба «Мортон». В сентябре 1930 года подписал любительский контракт с «Манчестер Юнайтед», а уже через месяц — профессиональный контракт. Дебютировал в основном составе «Юнайтед» 11 октября 1930 года в выездном матче Первого дивизиона против «Вест Хэм Юнайтед» на стадионе «Болейн Граунд». Всего в сезоне 1930/31 провёл за команду 9 матчей. «Юнайтед» занял последнее 22-е место в Первом дивизионе и выбыл во Второй дивизион Футбольной лиги. В сезоне 1931/32 Паркер провёл за команду 8 матчей во Втором дивизионе. В мае 1932 года покинул команду, перейдя в «Бристоль Сити» за 150 фунтов стерлингов.
С 1932 по 1934 год выступал за «Бристоль Сити» в Третьем южном дивизионе. В сезоне 1934/35 играл за «Карлайл Юнайтед» в Третьем северном дивизионе. Затем выступал за «Стейлибридж Селтик» в Лиге графства Чешир.

## Статистика выступлений
| Клуб              | Сезон            | Лига | Лига | Кубок | Кубок | Итого | Итого |
| Клуб              | Сезон            | Игры | Голы | Игры  | Голы  | Игры  | Голы  |
| ----------------- | ---------------- | ---- | ---- | ----- | ----- | ----- | ----- |
| Манчестер Юнайтед | 1930/31          | 9    | 0    | 0     | 0     | 9     | 0     |
| Манчестер Юнайтед | 1931/32          | 8    | 0    | 0     | 0     | 8     | 0     |
| Манчестер Юнайтед | Итого            | 17   | 0    | 0     | 0     | 17    | 0     |
| Бристоль Сити     | 1932/33          | 41   | 1    | 3     | 0     | 44    | 1     |
| Бристоль Сити     | 1933/34          | 13   | 0    | 0     | 0     | 13    | 0     |
| Бристоль Сити     | Итого            | 54   | 1    | 3     | 0     | 57    | 1     |
| Карлайл Юнайтед   | 1934/35          | 18   | 0    | 1     | 0     | 19    | 0     |
| Карлайл Юнайтед   | Итого            | 18   | 0    | 1     | 0     | 19    | 0     |
| Всего за карьеру  | Всего за карьеру | 89   | 1    | 4     | 0     | 93    | 1     |